# Секула Меденица
Секула Меденица (Колашин, Црна Гора, 1912 — Београд, 2. новембар 1986) био је српски уметнички фотограф.
Апсолвирао је на Електротехничком факултету у Београду. Фотографијом се бавио од 1938. У послератном периоду био је један од организатора фотографског живота у Београду. Био члан редакције часописа Београдски објектив (1956—1959).

## Одлике уметничког рада
Као професионалац у фотографији од 1952. залагао се за академски чисту композициону структуру коју је доследно примењивао у својим делима (Грожђе, 1956; Портрет Б. Д., 1956; Портрет девојчице, 1959; Порцелан, 1959...). Међу првима у српској фотографији експериментисао фотографијом у боји, најпре се бавећи нарацијом и фигурацијом (Девојка са села, 1957; Мозаик, 1958), доцније се приклонио подручју линеарних орнамената и преплитања бојених структура (Метропола, око 1957; Индустрија, 1959; Стварање света, 1959; серије Физиограми, Луминограми). По стилским особинама опуса Меденицу је могуће сврстати међу неколицину српских аутора (нпр. Војислава Маринковића, Миодрага Ђорђевића и др.) који су, са мање или више успеха, кроз нека њихова дела настављали правац „Нове објективности“ обнављајући га на српској фото-сцени током шесте деценије 20. века.
На плану фотографије као професије био је међу водећим српским фотографима који су примењивали фотографију у реклами и издаваштву, нпр. у фотомонографијама, на разгледницама, календарима, проспектима... Повремено, мада не и доследно, објављивао је текстове о техници и технологији фотографије, као и о неким друштвеним темама. Члан Фото клуба „Београд“ (од 1950), и Удружења ликовних уметника примењених уметности и дизајнера Србије (УЛУПУДС) (од 1955).
За истакнуте резултате у фотографији додељена су му звања (која сам никад није тражио, иако је то правилником те организације предвиђено), најпре Кандидат-мајстор фотографије Фото-савеза Југославије, затим звање Екселенција FIAP (EFIAP) од Међународног савеза фотографске уметности.

## Изложбе и награде
Излагао на (приближно) 120 групних изложби у земљи и иностранству, претежно у раздобљу 1956-1965, након чега се више посветио професији фотографа као уметника примењене уметности. Више пута награђиван: Скопље, 1954; Варшава 1957; Амстердам, 1957; Анкона, 1957; Београд 1958 (Златна плакета НОО града Београда); Осијек, 1958; Љубљана 1958; Бордо, 1958; San Adrian de Bekos, 1959; Модена, 1960, и др. Његова дела су уврштена у критичке ретроспективе - поводом 150 година фотографије у свету: „Фотографија код Срба 1839-1989“, Галерија САНУ, Београд, 1991; и „Педесете: Теме и мотиви српске фотографије“, Галерија „Артгет“, 2005. Постхумно је одржана једна изложба са избором његових дела: „Секула Меденица, избор радова: 1955-1985“, Београд, Мала галерија УЛУПУДС-а, 1992. Меденичин опус није темељно истражен, делима је малобројан, али утицајем је значајан и запажен од струке и критике. Његово име се налази међу 20 имена истакнутих личности из целокупне историје српске фотографије које су, због значајног доприноса, уврштене у „Енциклопедију српског народа“ (2008).

## Занимљивости
1. Према сећању преживелих, у логору Gross Hesepe, у Вестфалији, близу холандске границе, крајем 1941. Меденица је, заједно са француским заробљеницима страсним фотоаматерима, начинио фото-апарат од картона и стакла са наочара. Филм за снимке 6 х 6 cm, набављен је подмићивањем немачког стражара.[1]
2. Упркос добијеним наградама и признањима, Меденица никад ниједно од добијених звања није наводио уз своје име (како су то радили сви други фотографи који су нека од тих звања такође поседовали). Био је изразити противник титула и хијерархија, а свој став према томе изнео је у веома полемичном тону у „Београдском објективу“.[2]
3. Меденица није био човек пред којим се смело рећи нешто што ниподаштава фотографе и фотографију а да не одговори. У једној прилици био је члан жирија Мајског салона УЛУПУДС-а. Приликом издвајања кандидата за награде, једној старијој уметници, чланици жирија, није се свидело што је Меденичин глас пресудио да се издвоји дело неког уметника. Нетактична, каква је била, изјавила је да се томе не чуди, „будући да је колега [Меденица], ипак, само фотограф“. Увек досетљив, a и помало саркастичан, уз обавезан осмех, сместа је узвратио: „Видите, колегинице, ја правим уметничке фотографије, а ви се бавите сликањем текстила. Али док се моја дела купују, урамљују, поклањају и каче на зидове као слике, или се објављују на насловним страницама књига и часописа, ваша дела се нуде у радњама за опремање подова. Онај ко купи тепих који сте ви исликали може да уради само једну ваљану ствар: да га стави на под и гази по њему.“[3]